# Literatura en komi

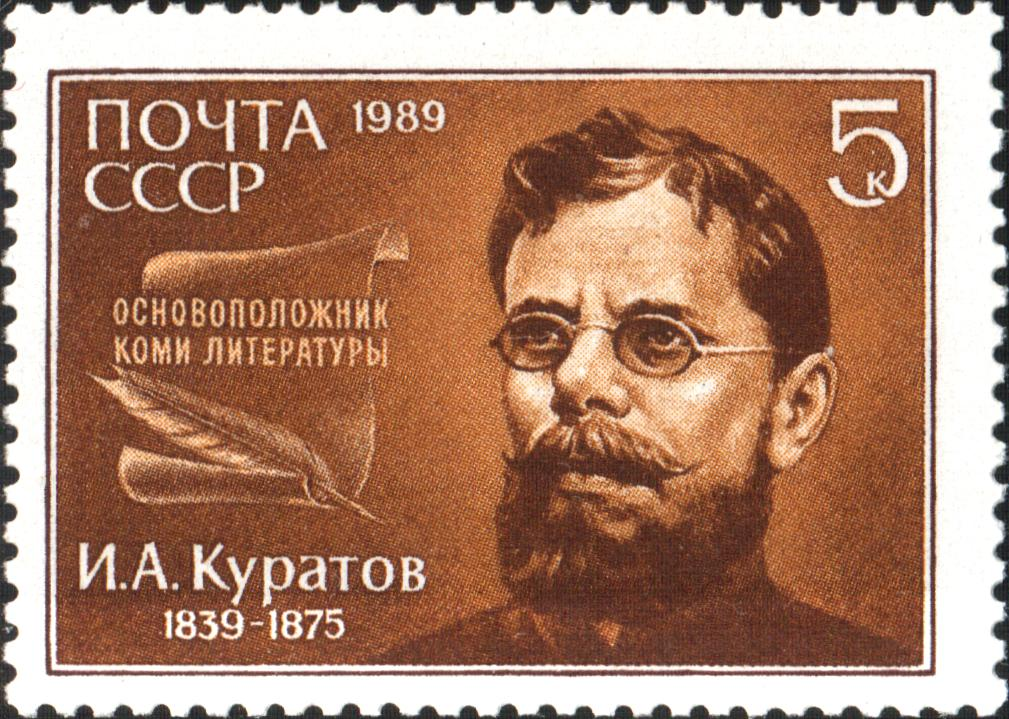
Ivan Alexeievich Kuratov en un sello de la Unión Soviética de 1989.

La literatura en komi es la literatura realizada en lengua komi.
Los primeros intentos de escribir en komi datan de los siglos XVI y XVII, con la escritura antigua pérmica de Maly Perm. A finales del siglo XVIII se publicaron algunos textos komis en alfabeto cirílico. En 1813 se publicó la gramática komi más antigua que se conserva, Zyrjanska grammatika, de A. Flerov (apodo del seminarista komi Kozlov). A mediados del siglo XIX muchos eruditos se interesaron por la lengua y sus tradición orales, muy rica en cuentos, canciones y proverbios. El filólogo finlandés Matthias Castrén escribe Elementa grammaticae syrjaenae (1844), mientras que Ferdinand Johann Wiedemann continuaba la tarea publicando la Grammatika der syrjanischen sprache (1884) y Syrjanisch-Deutsches Wörterbuch (1880). Esto facilitaría la naturalización de las hablas pérmicas, que también fue continua por los trabajos de los filólogos rusos Anders Jans Sjögren, N. Nadezhdin y G. Lytkin. A mismo tiempo apareció el fundador de la literatura komi, el poeta progresista Ivan Alexeievich Kuratov (1839-1875), cantor del opresión del pueblo komi.
Desde 1918 aparecieron los primeros trabajos en lengua komi, merced la creación del diario Zyrianskaia Zhizn' (1919) y la organización en 1920 de la Casa de Publicaciones Komi y la Escuela Nacional Komi, así como de la revista Ordym (El camino), más tarde conocida como Voyvyv Kodzuv (Estrella del Norte). Los pioneros de la literatura komi son los poetas y dramaturgos Nebdinsa Vittor (V. A. Savin, 1888-1943); Mijail Lebedev (1887-1951), autor de la primera comedia musical komi, Nastuk (1928), Tima Vende' (V. T. Christalev, 1890-1939) y Illia Vaso (1895).
Destacaron en los años 30 G. A. Fedorov (1909-?), I. V. Iz'iurov (1910-?), I. I. Pystin (1907-1951); P. G. Doronin (1904-1967) y Vassily Yujnin (1906-1960). Durante la Segunda Guerra Mundial muchos murieron en el frente, como A. P. Razmyslov (1915-1943), V. I. Elkyn (1912-1942), V. P. Latkin (1907-1942), I. N. Simakov (1906-1943) e I. A. Osipov (1911-1942). Otros, como S. A. Popov (1913), S. I. Ermolin (1914-1961), N. M. Diakonov (1911) e Ivan Vavilin (1911), sobrevivieron.
En los años sesenta destacaron A. A. Lyiurov (1923), V. A. Shiriayev (1926) y P. F. Shajov (1931), I. G. Toropov (1928), G. A. Yushkov (1939) y A. E. Vanee (1933). Posteriormente aparecieron A. A. Vezhev (191), V. A. Latysheva (1933), A. K. Mykushev (1926) y A. N. Fedurova (1912).